# Кржижановский, Сигизмунд Доминикович
Сигизму́нд Домини́кович Кржижано́вский (пол. Zygmunt Krzyżanowski; 11 февраля 1887, Киев — 28 декабря 1950, Москва, СССР) — советский писатель и драматург, философ, историк и теоретик театра. Писал на русском языке, главным образом «в стол». Бо́льшая часть его творческого наследия была опубликована лишь в 1990-е годы.

## Биография и творчество
Сигизмунд Кржижановский — «четвёртый, младший ребёнок — единственный сын» — происходил из польской семьи Доминика Александровича и Фабианы Станиславовны Кржижановских, которая после выхода главы семейства на пенсию поселилась на окраине Киева.
Получив вначале домашнее образование, в 1899 году стал гимназистом Киевской 4-й гимназии и после окончания её в 1907 продолжил обучение в Киевском университете — студентом юридического факультета, параллельно посещая лекции историко-филологического. Его литературная деятельность началась уже в годы учёбы — первая публикация стихов — в 1912, а после заграничной поездки по Италии, Австрии, Франции, Германии — в 1913, путевые очерки об этом были напечатаны в «Киевской мысли».
После окончания университета в 1913 году Кржижановский служил помощником присяжного поверенного при Киевском окружном суде, однако в 1918 бросил юридическую практику — «Волной революции смыло весь старый государственный строй, а с ним и законы».

…в 1918 году он, советский солдат, стоял на часах и невозмутимо читал Вергилия, на чём его и поймал комиссар Красной армии С. Д. Мстиславский. Позднее Мстиславский пригласит его на работу в редакцию Большой Советской энциклопедии, для которой он сперва будет писать статьи, а затем станет контрольным редактором отдела литературы, искусства и языков.
— Евгения Воробьёва, «Жужжания Кржижановского», 2019
В течение трёх последующих лет все силы и внимание он теперь отдавал литературе и писательскому опыту, в первом номере журнала «Зори» за 1919 год был напечатан рассказ «Якоби и „Якобы“». Он читал лекции по психологии творчества, истории и теории театра, литературы, музыки в Киевской консерватории, Музыкально-драматическом институте имени Н. Лысенко и Еврейской студии Киева. В 1920 году на одном из литературных вечеров познакомился с читавшей там актрисой А. Бовшек, своей будущей женой. Вместе они устраивали концертные выступления, хорошо принимавшиеся рабочей, красноармейской и интеллигентской аудиторией. Иногда к ним примыкали Г. Нейгауз и оперные певцы.
Переехав в 1922 году в Москву, преподавал в студии Камерного театра. В декабре 1923 года в Камерном театре состоялась премьера единственной дошедшей до сцены пьесы Кржижановского — «Человек, который был Четвергом (по схеме Честертона)», — драматическая переработка одноимённого романа английского мыслителя и писателя Честертона.
В середине 20-х годов писатель активно участвовал в деятельности Государственной академии художественных наук. В 1925 году в журнале «Неделя искусства, литературы и театра» была напечатана его повесть в очерках «Штемпель: Москва».
Став известным и в московских театральных кругах, Кржижановский регулярно проводил публичные чтения своих новелл, очерков по драматургии и психологии сцены. Однако ему редко удавалось напечатать свои произведения, что вынуждало его зарабатывать на жизнь различной внелитературной работой: в 1925—1931 он служил контрольным редактором в издательстве «Советская энциклопедия», писал сценарии рекламных роликов, выступал как киносценарист и автор либретто опер. В частности, ему принадлежит сценарий фильмов «Праздник святого Иоргена» (1929, режиссёр Яков Протазанов, в титрах не указан) и Новый Гулливер (1933, в титрах также не указан). Он создал инсценировку «Евгения Онегина» на музыку Сергея Прокофьева (1936). Надо отметить, что в 1938 году Кржижановским также написано либретто оперы Кабалевского «Кола Брюньон», а во время Великой Отечественной войны — либретто оперы «Суворов» на музыку Сергея Василенко (премьера в 1942).
Работа над оперой по роману Пушкина привела к продолжительному «пушкинскому» периоду в творчестве Кржижановского, результатом которого стали несколько теоретических работ по теории литературы (например, «Искусство эпиграфа (Пушкин)», наброски «Словаря эпиграфов»). В середине 1930-х годов из заказанного писателю предисловия к первому тому Собрания сочинений Уильяма Шекспира вырос «шекспировский» период творчества, во время которого написано множество статей и очерков о творчестве английского драматурга. В период 1920-х — 1940-х годов публиковал многочисленные статьи по истории и теории литературы и театра в газете «Советское искусство», журналах «Литературный критик», «Интернациональная литература» (для которого, в частности, было написано несколько статей о Бернарде Шоу) и других.
Основная литературная деятельность протекала в 1920-е — 1930-е годы, когда Кржижановский написал бо́льшую часть своих прозаических произведений. Среди них — 5 повестей и 6 книг-новелл. Кроме того, в 1925 году написаны уже упоминавшаяся повесть в очерках «Штемпель: Москва» и ряд очерков.
Несмотря на известность в издательских и театральных кругах Москвы, Кржижановскому практически не удавалось напечатать сколько-нибудь значительный объём своей прозы. Из теоретических работ отдельной брошюрой была лишь издана «Поэтика заглавий» (1931). Четырежды Кржижановский безуспешно пытался издать сборники новелл и повестей (например, повесть «Возвращение Мюнхгаузена» была принята к печати, однако вскоре была всё же отклонена издательством) и несколько раз, также безуспешно, предпринимал попытки поставить свои пьесы.
Отчаявшись увидеть изданными свои сочинения в хронологическом порядке, Кржижановский составлял свои новеллы в «книги», не оглядываясь на время написания отдельных вещей, что позволяло ему глубже подчеркивать их внутренние связи и переклички. Таким образом, все книги новелл писателя представляют собой логически завершенные произведения, подчиненные определённой внутренней идее.
В 1939 году был принят в члены Союза писателей, тем не менее это не изменило общей ситуации с трудностью издания произведений.
С 1940 года художественной прозы Кржижановский уже не писал, создав лишь два десятка очерков о Москве военного времени и зарабатывая на жизнь переводами стихов и польской прозы. Умер 28 декабря 1950 года в Москве; место погребения неизвестно.
Жена — актриса первой студии МХТ Анна Гавриловна Бовшек (1889—1971), ученица К. Станиславского, Л. Сулержицкого и Е. Вахтангова; работала с Сулержицким и Таировым.

## Судьба наследия
Вдовой Кржижановского был сохранён и систематизирован архив рукописей и наследия писателя. Часть рукописей Кржижановского, публикация которых в советское время была невозможна, А. Г. Бовшек не доверила государственному архиву и увезла с собой в Одессу (в том числе четыре новеллы: "Красный снег", "Путешествие клетки" и два поздних рассказа "Пальма" и "Глазунья в пенснэ"). После её смерти часть бумаг была передана родственниками в Одесское отделение Литфонда УССР. В 1960-х годах ею написаны воспоминания о Кржижановском, вышедшие в издательстве «Художественная литература» в 1990 году. Рассказ "Невольный переулок", отсутствоваший в архиве А. Г. Бовшек, был передан в 1995 году в РГАЛИ из архива ФСБ, у кого и при каких обстоятельствах был изъят этот рассказ, осталось неясным. 
Систематическое опубликование текстов Кржижановского началось с 1989 года благодаря усилиям Вадима Перельмутера. В 2001—2013 годах в издательстве «Симпозиум» вышло первое собрание сочинений в шести томах на русском языке, охватившее практически всё художественное творчество писателя, большинство его теоретических работ о театре, драматургия и философские работы, а также часть переписки. Ранее издания различных собраний сочинений Кржижановского предпринимались в других странах.

## Характеристика творчества и основные произведения
С. Д. Кржижановский — преимущественно автор прозаических произведений малой и средней формы, а также статей и очерков по истории Москвы, истории и теории драматургии и театра, психологии сцены. Кроме того, он написал несколько киносценариев и либретто нескольких опер.
- По мастерству и богатству культурного фона интеллектуальная проза Кржижановского находилась на уровне современной ему европейской и мировой литературы. В. Перельмутер и М. Гаспаров ставили книги Кржижановского в один ряд с «Мастером и Маргаритой» Михаила Булгакова, «Ювенильным морем» Андрея Платонова, романом «У» Всеволода Иванова, романами Константина Вагинова «Козлиная песнь», «Труды и дни Свистонова» и «Бамбочада», с произведениями Леонида Добычина. По мнению Н. Лейдермана, «он где-то рядом с Замятиным и Хармсом, Платоновым и Вагиновым». Евгений Евтушенко в книге «Строфы века» сравнивает его с Ф. Кафкой и Х. Л. Борхесом.
- Характерные для Кржижановского жанры: философская фантасмагория, притча, гротеск, сатира.
- Художественный метод Кржижановского — создание метатекста (коллажа из различных текстов), строящегося на цитатах, аллюзиях, на реинтерпретации (переосмыслении) в новом контексте образов, идей, устойчивых мифологем мировой культуры.
- Хорошо зная античную и средневековую философию, философию Канта, Лейбница и других философов Нового времени, Кржижановский художественно обыгрывает их идеи.
- Большое влияние на творчество Кржижановского оказали Шекспир, Э. Т. А. Гофман, Э. А. По, Дж. Свифт, в своих произведениях он также обыгрывает их сюжетные линии и образы.
- Кржижановский высоко ценил произведения Андрея Белого и Александра Грина.
- Важнейшие темы и образы: пространство, время, зрение, память, игра, город, книга, слово.
- Не входя ни в одну художественную группу, Кржижановский считал, что его метод ближе всего к имажинизму (по крайней мере, к имажинистскому лозунгу развития образности и образа).
- Теоретические работы Кржижановского по истории, теории и философии литературы и театра и психологии творчества органически связаны с его художественным творчеством. И там, и там писатель постоянно рефлексирует на темы мировой культуры и философии.
- В теоретических работах и художественных текстах эссеистического типа Кржижановский использует образы и идеи мировой культуры для осмысления современной ему действительности, в том числе советской.

### Повести
- 1924 — Странствующее «Странно»
- 1926 — Клуб убийц букв
- 1927—1928 — Возвращение Мюнхгаузена
- 1929 — Материалы к биографии Горгиса Катафалаки
- 1929 — Воспоминания о будущем (опубликована в 1989).

### Книги новелл
- 1919—1927 — Сказки для вундеркиндов
- 1927—1931 — Чужая тема
- 1932—1933 — Чем люди мертвы
- 1937—1940 — Мал мала меньше
- 1940 — Неукушенный локоть (Рассказы о Западе)
- 1940 — Сборник рассказов 1920—1940-х годов

### Очерки
- 1924 — Московские вывески
- 1925 — Штемпель: Москва (повесть в очерках)
- 1925 — 2000 (К вопросу о переименовании улиц)
- 1925 — Коллекция секунд
- 1933 — Салыр-гюль (узбекистанские импрессии)
- 1937 — Хорошее море (выделено из «Сборника рассказов 1920-40 годов» редактором Вадимом Перельмутером)
- 1945—1948 — Москва в первый год войны (физиологические очерки)

### Пьесы
- Человек, который был Четвергом (по схеме Честертона), драматическая переработка одноимённого романа Честертона
- Тот третий (не поставлена)
- Писаная торба (не поставлена)
- Смерть бросает кости (не поставлена)
- Поп и поручик (мюзикл на музыку Сергея Василенко, не поставлен)
- Малахов курган (не поставлена)
- Корабельная слободка (не поставлена)
- Фрегат «Победа» (не поставлена)

### Сценарии
- 1930 — Праздник святого Иоргена (в титрах сценаристом указан режиссёр Протазанов)
- 1933 — Новый Гулливер (в титрах не указан)

### Либретто к операм
- 1936 — Евгений Онегин (музыка Сергея Прокофьева)
- 1938 — Кола Брюньон (музыка Дмитрия Кабалевского)
- 1942 — Суворов (музыка Сергея Василенко)

### Статьи о литературе и театре
- Поэтика заглавий
- Философема о театре
- Страны, которых нет
- Фрагменты о Шекспире
- Искусство эпиграфа (Пушкин)
- Драматургические приемы Бернарда Шоу
- Театрализация мысли

### Личные записи и размышления
- Записные тетради (короткие заметки, наброски, эскизы, замыслы — осуществленные и неосуществленные, афоризмы, мысли, наблюдения)